# Stigmella basiguttella
Stigmella basiguttella là một loài bướm đêm thuộc họ Nepticulidae. Nó được tìm thấy ở khắp châu Âu, except Ireland và Iceland. Nó cũng được tìm thấy ở south-west Asia up to miền bắc Iran. It has recently been recorded from Azerbaijan, Georgia và Tunisia.
Sải cánh dài 4.5–6 mm. Con trưởng thành bay từ tháng 5 đến tháng 6 và từ tháng 7 đến tháng 9.
Ấu trùng ăn Castanea sativa, Quercus castaneifolia, Quercus cerris, Quercus frainetto, Quercus macrolepis, Quercus petraea, Quercus pubescens, Quercus pyrenaica, Quercus robur và Quercus rubra. Chúng ăn lá nơi chúng làm tổ. 